# Josep Caro i Sureda
Josep Caro i Sureda (Palma, Mallorca, 4 de juliol de 1764 - 1813) fou un mariner i militar mallorquí, segon fill de Pere Caro Fontes, marquès de la Romana, i de Margarida Sureda i Togores. Fou cavaller de l'Orde de Sant Joan de Jerusalem. Germà de Pere Caro Sureda, marquès de la Romana.
El 1775 va ingressar en la marina espanyola, amb la que va participar en el Setge de Gibraltar (1779-1783) i en el bombardeig d'Alger de 1783. També fou fet presoner pels anglesos a l'illa de Trinitat el 1796.
Ascendit a mariscal de camp, durant la guerra del Francès dirigí la defensa de la ciutat de l'avanç de Jeannot de Moncey, fou nomenat capità general interí dels Regnes de València i Múrcia (1809) i va organitzar la resistència al Pla de Quart contra l'exèrcit invasor. També fou cabdal per tal que la Junta de València mantingués una actitud independent de la Junta Central de Madrid, però fou acusat d'usar la comissió militar de policia, creada per ell per tal de perseguir als afrancesats, per a atacar als seus enemics personals. El 1810 aprofità un atac dels francesos per a dissoldre la Junta de València. El 14 de febrer de 1810 fou elegit diputat a les Corts de Cadis pel procediment per a les províncies lliures dels francesos, però l'elecció fou anul·lada per les Corts Espanyoles perquè no era natural de la circumscripció, i fou substituït per Pere Aparici i Ortiz. Fou substituït per Bassecourt com a capità general, i poc després la seva influència política va decaure definitivament quan l'expedició d'ajut a Tortosa que comandava fou derrotada pels francesos al Ulldecona. La Regència de Cadis el va deposar i va fugir a Mallorca, on va morir uns anys després.